# Społeczność Akademicka Uniwersytetu Stefana Batorego
Społeczność Akademicka Uniwersytetu Stefana Batorego – emigracyjne stowarzyszenie istniejące w latach 1948–1987 w Londynie. Zadaniem Społeczności Akademickiej USB było kontynuowanie pracy naukowej w warunkach emigracji, skupionej wokół historii Wilna, Wileńszczyzny i byłego Wielkiego Księstwa Litewskiego, kultywowanie tradycji wileńskich i utrzymywanie więzów wspólnotowych.

## Historia i działalność
24 listopada 1948 roku odbyło się w Londynie zebraniu byłych pracowników naukowych i wychowanków Uniwersytetu Stefana Batorego w Wilnie. 
Utworzono na nim stowarzyszenie pod nazwą Społeczność Akademicka Uniwersytetu Stefana Batorego. W myśl założeń organizacja ta miała skupiać wszystkich wykładowców i wychowanków USB na obczyźnie. W myśl statutu członkiem Społeczności mógł zostać każdy pracownik naukowy czy administracyjny USB a także absolwent i student, który był słuchaczem Uniwersytetu Wileńskiego przynajmniej przez jeden semestr. Dotyczyło to również słuchaczy tajnego USB w latach 1940–1944. Na czele Społeczności Akademickiej USB stanęła była Rada, na czele której stał najstarszy wiekiem wychowanek USB, czyli senior. Niezależnie od honorowej funkcji seniora, Radą kierował przewodniczący wraz z Prezydium (w latach 1948–1986 Bohdan Podoski). Statut stanowił, iż Uniwersytet Stefana Batorego nie został zlikwidowany pod względem prawnym a Społeczność Akademicka USB na emigracji stanowi jego symboliczną kontynuację. Działalność Społeczności USB sprowadzała się do wykładów publicznych. Większość tych wykładów została wydana w periodyku "Alma Mater Vilnensis". W 1987 roku działalność Społeczności Akademickiej USB została zakończona.

## Seniorzy Społeczności Akademickiej USB
- Stanisław Kościałkowski (1948–1960)
- Cezaria Baudouin de Courtenay Ehrenkreutz Jędrzejewiczowa (1960–1967)
- Walerian Meysztowicz (1967–1982)
- Stanisław Swianiewicz (1982–1987)